# Троє під простирадлом
«Троє під простирадлом» («Tre sotto il lenzuolo») — італійська еротична комедія 1979 року, знята режисерами Доменіко Паолеллою і Мікеле Массімо Тарантіні на кіностудії .

## Сюжет
Андреа, Джорджо та синьйор Скарбоцці — троє одружених чоловіків, які борються з обманами, непорозуміннями та авантюрами, що скоюють проти своїх дружин, колишніх дружин, суперників у коханні та коханих. Спільним знаменником фільму є те, що історії та зради завжди відбуваються у ліжку.

## У ролях
- Вальтер К'ярі: Джорджо Морі
- Маріо Вальдемарін: Валеріо
- Даніела Поджі: Ірен Морі
- Патріція Веблі: коханка наглядача
- Венантіно Венантіні: епізод
- Альдо Маччоне: Ендрю
- Оркідея Де Сантіс: Розіта
- Соня Вівіані: Аніта
- Лоррейн Де Селле: дружина Андреа
- Нелло Рів'є: племінник Аніти
- Карло Джуффре: містер Скарбоцці
- Альдо Джуффре: кардинал
- Ліана Труше: Ольга Скарбоцці
- Сінді Лідбеттер: Сідні

## Знімальна група
- Режисер: Доменіко Паолелла, Мікеле Массімо Тарантіні
- Сценарій: Джорджо Мауріццо, Мікеле Массімо Тарантіні, Теодоро Корра, Антоніо Фіоре
- Оператор: Серджо Рубіні, П'єрлуїджі Санті
- Композитор: Франко Кампаніно
- Художник: Анна Пенна